# پاسکویل، استرالیای جنوبی
پاسکویل (به انگلیسی: Paskeville) یک شهرک در استرالیا است که در استرالیای جنوبی واقع شده‌است.

## نگارخانه

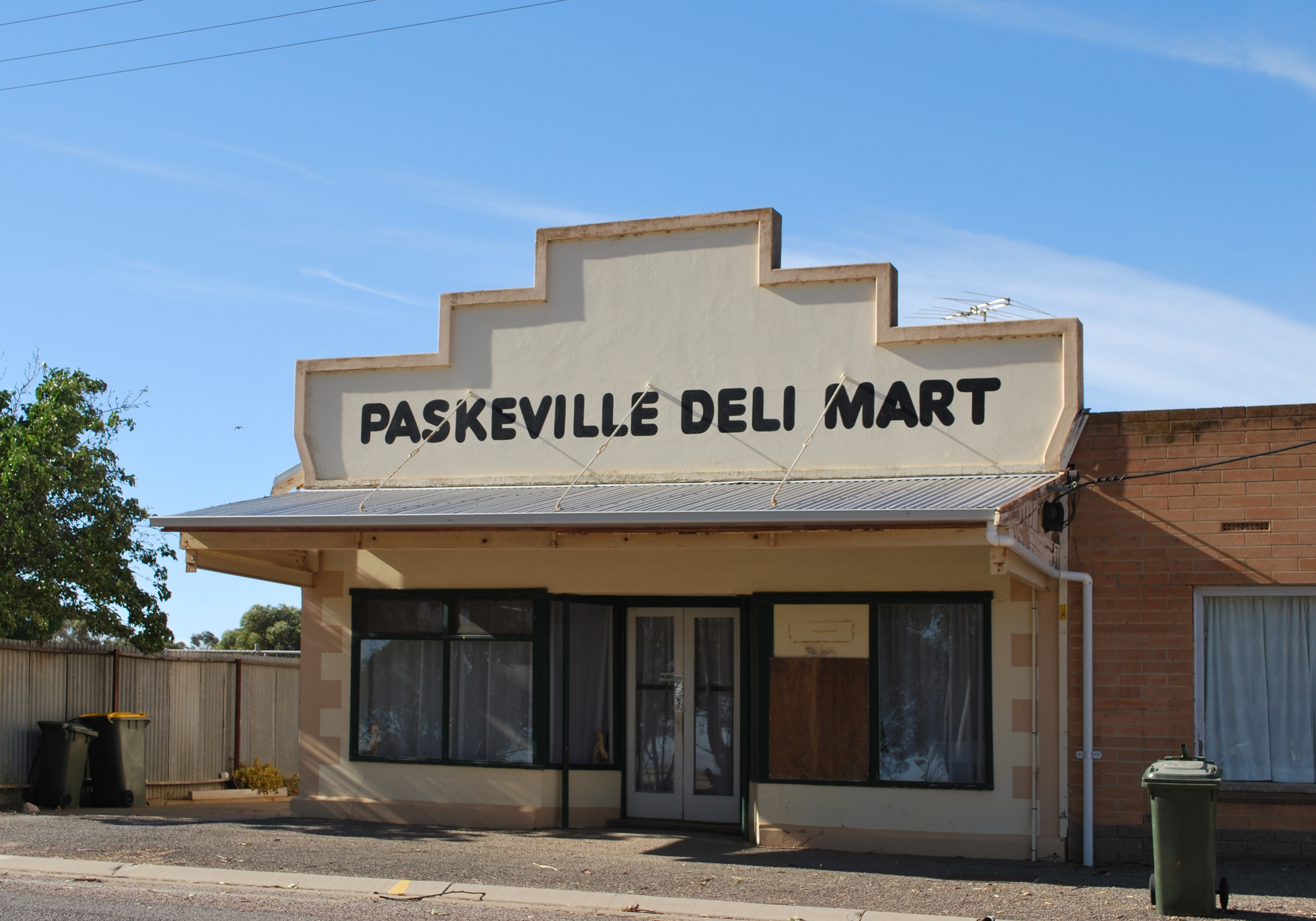
فروشگاه سابق
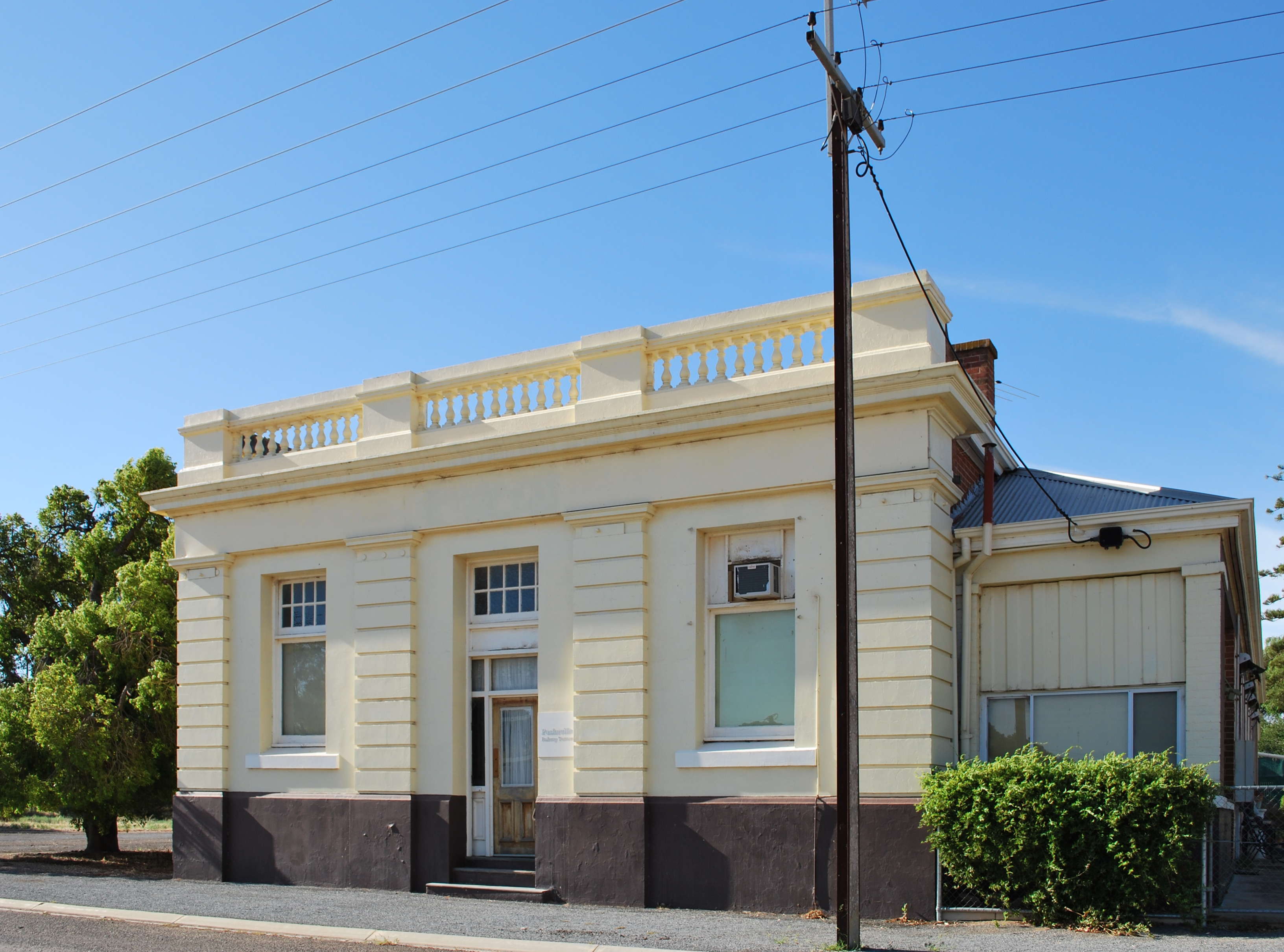
بانک سابق
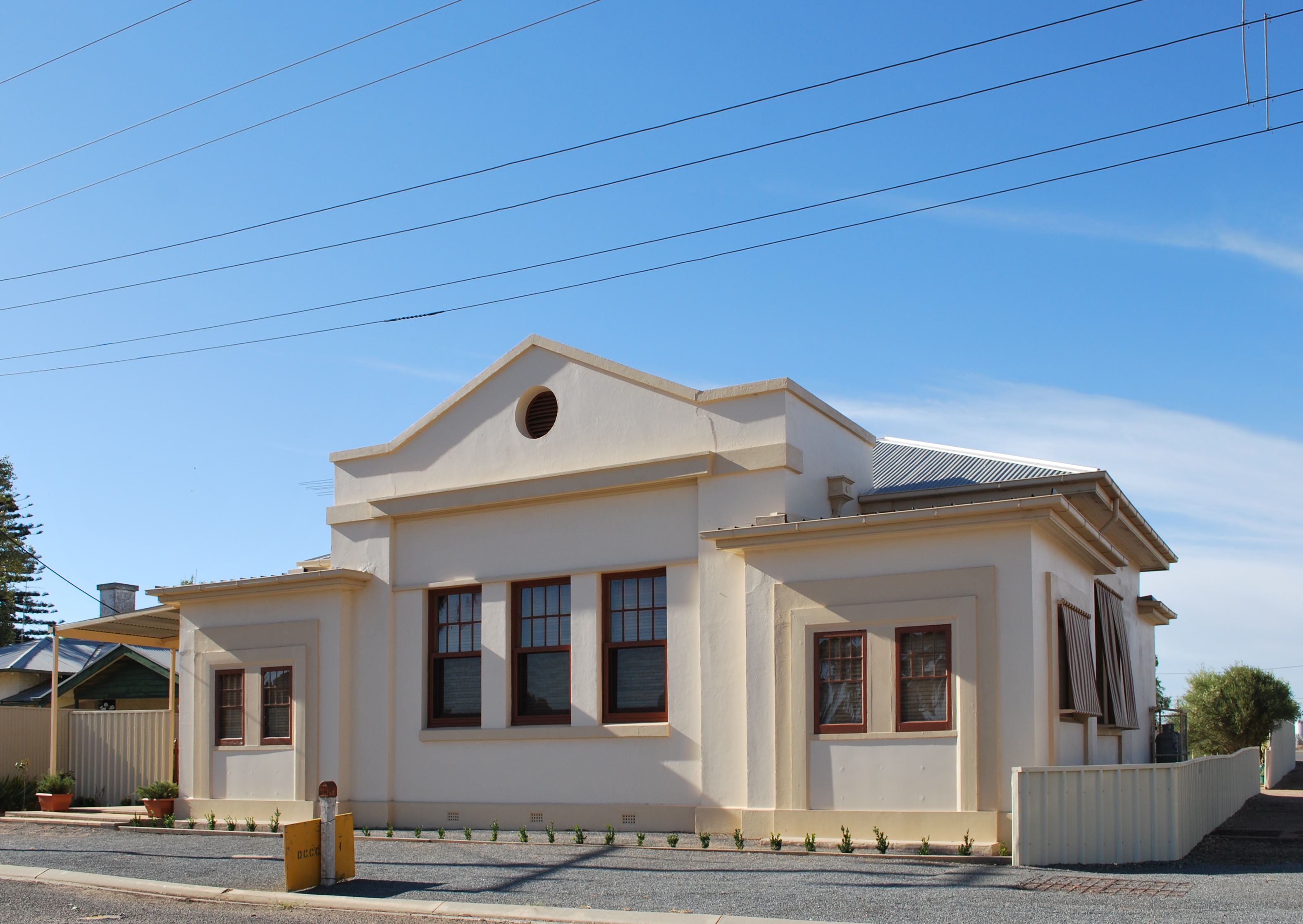
دادگاه سابق
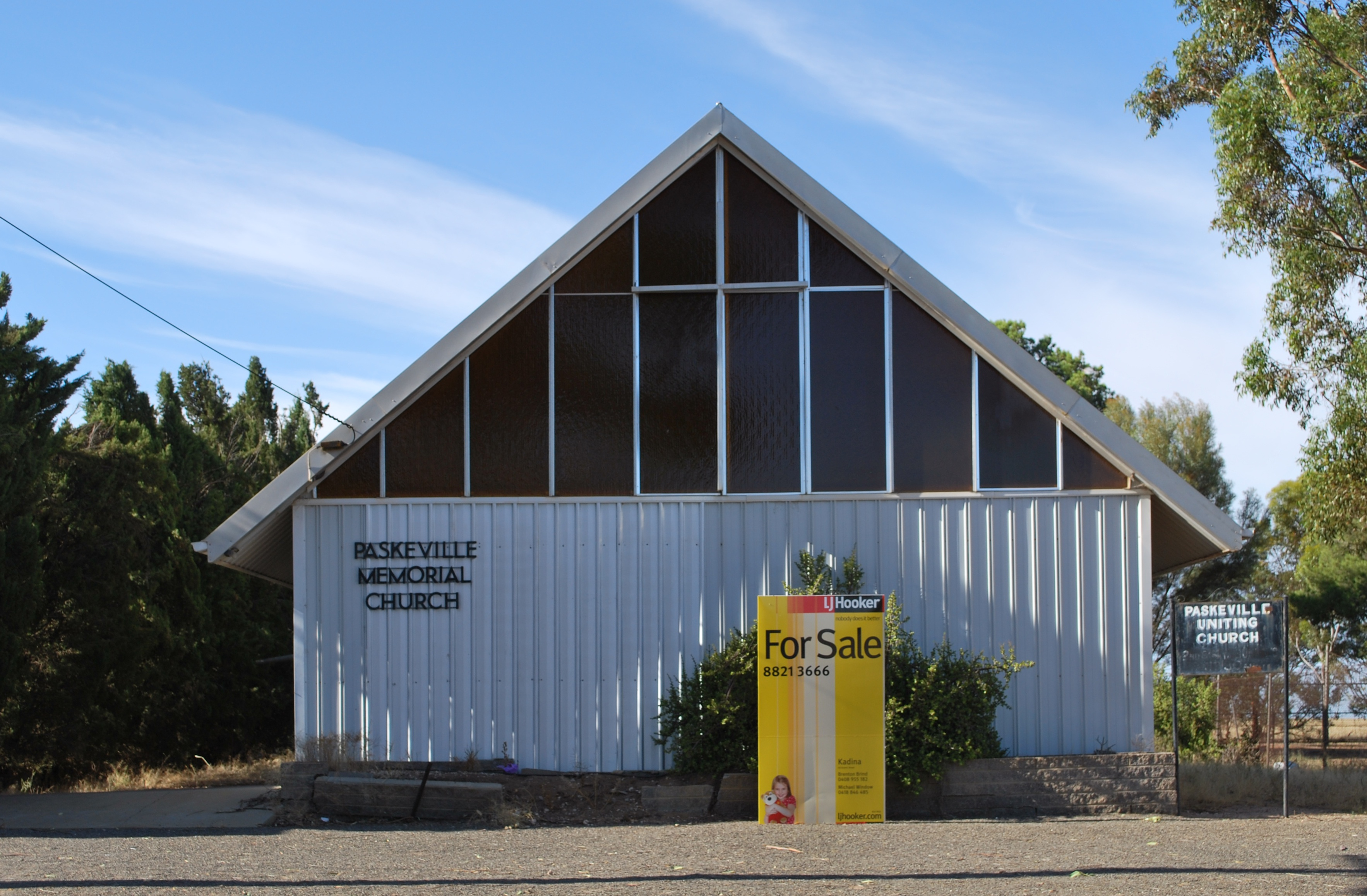
کلیسای متحد
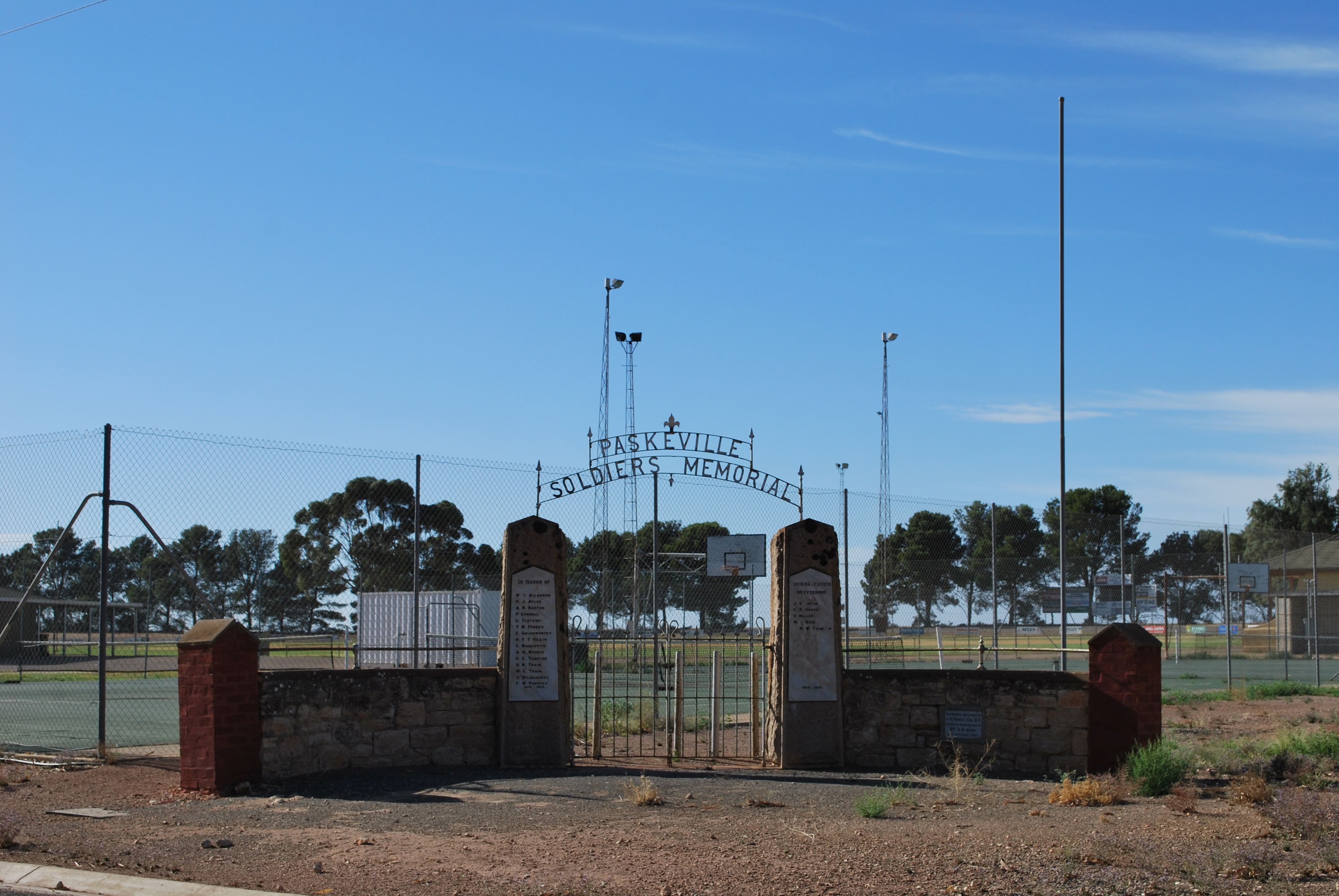
خاطره جنگ